# Vadillo de la Guareña (kommunhuvudort)
Vadillo de la Guareña är en kommunhuvudort i Spanien.   Den ligger i provinsen Provincia de Zamora och regionen Kastilien och Leon, i den centrala delen av landet, 170 km nordväst om huvudstaden Madrid. Vadillo de la Guareña ligger 716 meter över havet och antalet invånare är 351.
Terrängen runt Vadillo de la Guareña är huvudsakligen platt. Vadillo de la Guareña ligger nere i en dal. Runt Vadillo de la Guareña är det glesbefolkat, med 12 invånare per kvadratkilometer. Närmaste större samhälle är Alaejos, 11,8 km öster om Vadillo de la Guareña. Trakten runt Vadillo de la Guareña består till största delen av jordbruksmark.